# Zwillinge (Sternbild)
Zwillinge (lateinisch Gemini, astronomisches Zeichen: ♊) ist ein Sternbild der Ekliptik.

## Beschreibung

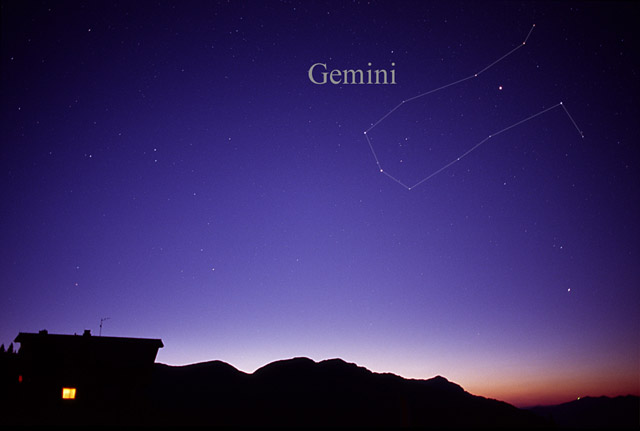
Das Sternbild Zwillinge am Morgenhimmel vor Sonnenaufgang über dem Osthorizont, wie es mit dem bloßen Auge gesehen werden kann. Bei dem hellen Objekt im Zentrum handelt es sich um Saturn.

Die Zwillinge bilden ein lang gezogenes Rechteck. Die auffällig hellen Sterne Castor (Kastor) und Pollux bilden die beiden nordöstlichen Eckpunkte.
Durch den westlichen Teil der Zwillinge zieht sich das Band der Milchstraße, daher findet man in diesem Bereich mehrere offene Sternhaufen.
Ab ca. Ende August kann man die Zwillinge am nordöstlichen Morgenhimmel auffinden. Im Winter der Nordhalbkugel steht es hoch im Süden, um dann letztmals im Mai am Abendhimmel komplett gesehen werden zu können.
Da die Zwillinge auf der Ekliptik liegen, ziehen Sonne, Mond und die Planeten durch das Sternbild. Die Sonne durchläuft die Zwillinge gegenwärtig vom 21. Juni bis zum 21. Juli. Legt man die heutigen Sternbildgrenzen zu Grunde, befand sich der Sommerpunkt von 15 v. Chr. bis 19. Oktober 1989 n. Chr. in diesem Sternbild.

## Geschichte
Die Zwillinge gehören zu den 48 Sternbildern der antiken Astronomie, die bereits von Claudius Ptolemäus beschrieben wurden. Das Sternbild ist der Ursprung des Tierkreiszeichens Zwillinge. Aufgrund der Präzessionsbewegung der Erdachse hat sich der Durchgang der Sonne gegenüber der Antike aber verschoben.
Im Jahre 1930 wurde der Zwergplanet Pluto bei der Auswertung fotografischer Platten in den Zwillingen entdeckt.

## Mythologie
Details siehe Artikel: Dioskuren
In der griechischen Mythologie waren Kastor und Polydeukes (lat. Pollux) unzertrennliche Zwillingsbrüder. Ihre Mutter, Leda, empfing Kastor von ihrem Ehemann, König Tyndareos von Sparta, und Polydeukes von Zeus, der sich ihr in der Gestalt eines Schwans näherte. Daher war Kastor menschlich und sterblich, Polydeukes dagegen von göttlicher Herkunft und unsterblich. Die Brüder schlossen sich Iason und den Argonauten bei deren Suche nach dem goldenen Vlies an und erlebten zahlreiche Abenteuer. Aus einem Streit mit ihren Weggefährten, den Zwillingsbrüdern Lynkeus und Idas, ging Pollux als einziger Überlebender hervor. Er wandte sich an seinen göttlichen Vater und bat ihn, seine eigene Unsterblichkeit mit Kastor teilen zu dürfen. Fortan verbringen die Brüder ihre Tage abwechselnd im Hades oder auf dem Olymp. Außerdem wurden sie als Sternbild am Himmel verewigt.
Die Araber sahen in dem Sternbild einen liegenden Löwen.

## Himmelsobjekte

### Sterne
| B | F  | Namen o. andere Bezeichnungen  | Größe          | Lj   | Spektralklasse |
| - | -- | ------------------------------ | -------------- | ---- | -------------- |
| β | 78 | Pollux                         | 1,16m          | 34   | K0 III         |
| α | 66 | Castor                         | 1,58m          | 50   | A1 V           |
| γ | 24 | Alhena, Almeisan               | 1,93m          | 105  | A0 IV          |
| μ | 13 | Tejat Posterior, Nuhatai, Calx | 2,94 bis 3,00m | 250  | M3 III         |
| ε | 27 | Mebsuta                        | 3,06m          | 900  | G8 Ib          |
| η | 7  | Tejat Prior                    | 3,24 bis 3,96m | 250  | M3 III         |
| ξ | 31 | Alzir                          | 3,4m           | 64   | F5 III         |
| δ | 55 | Wasat                          | 3,50m          | 60   | F2 IV          |
| θ | 34 |                                | 3,6m           | 150  | A3 III         |
| κ | 77 |                                | 3,57m          | 150  | G8 III         |
| λ | 54 |                                | 3,58m          | 80   | A3 V           |
| ζ | 43 | Mekbuda                        | 3,7 bis 4,2m   | 1200 | G0 + G1        |
| ι | 60 |                                | 3,78m          | 150  | K0 III         |
| υ | 69 |                                | 4,06m          | 250  | M0 III         |
| ν | 18 |                                | 4,13m          | 300  | B7 IV          |
|   | 1  |                                | 4,16m          |      |                |
| ρ | 62 |                                | 4,16m          | 60   | F0 V           |
| σ | 75 |                                | 4,23m          |      |                |
| τ | 46 |                                | 4,41m          |      |                |
|   | 30 |                                | 4,49m          |      |                |
| e | 38 |                                | 4,73m          | 80   | A9 + G5        |
| ο | 71 |                                | 4,89m          | 60   | F0 V           |
| A | 57 |                                | 4,89m          |      |                |
| g | 81 |                                | 4,89m          |      |                |
| χ |    |                                | 4,94m          |      |                |
| φ | 83 |                                | 4,97m          |      |                |
| b | 65 |                                | 5,01m          |      |                |
| f | 74 |                                | 5,04m          |      |                |
|   | 51 |                                | 5,07m          |      |                |
|   | 64 |                                | 5,07m          |      |                |
|   | 56 |                                | 5,09m          |      |                |
| π | 80 |                                | 5,14m          |      |                |
| ω | 42 |                                | 5,20m          |      |                |
|   | 63 |                                | 5,20m          |      |                |
| d | 36 |                                | 5,28m          |      |                |

Pollux (β Geminorum), der hellste Stern in den Zwillingen, ist 34 Lichtjahre entfernt. Er ist ein orange leuchtender Riesenstern der Spektralklasse K0.
γ Geminorum ist ein 105 Lichtjahre entfernter, weiß leuchtender Stern der Spektralklasse A0. Die Namen Alhena oder Almeisan sind altarabischen Ursprungs und bedeuten so viel wie „das Brandzeichen“ bzw. „der Scheinende“.
ε Geminorum ist trotz seiner Entfernung von etwa 900 Lichtjahren auffallend hell. Es handelt sich um einen Riesenstern der Spektralklasse G5 mit dem 150fachen Durchmesser unserer Sonne.
Der arabische Name Mebsuta leitet sich von „die ausgestreckte Pranke des Löwen“ ab.
Der Stern liegt fast genau auf der Ekliptik, daher wird er mitunter von Planeten bedeckt. Im Jahre 1976 zog der Mars von der Erde aus gesehen genau vor dem Stern vorbei.
Der 60 Lichtjahre entfernte Stern δ Geminorum liegt ebenfalls in unmittelbarer Nähe der Ekliptik. Im Jahre 1857 wurde er vom Saturn bedeckt. Der arabische Name Wasat bedeutet „die Mitte“.

### Doppelsterne
| System | Größen        | Abstand |
| ------ | ------------- | ------- |
| α      | 1,9/2,9m      | 4,3"    |
| ζ      | 4,0/7,6m      | 101"    |
| 38 Gem | 4,7/sup>/7,7m | 7,1"    |

Castor (α Geminorum) ist ein komplexes Mehrfachsystem, bei dem drei Hauptsterne um einen gemeinsamen Schwerpunkt kreisen. Jeder der Hauptsterne wird wiederum von einem lichtschwachen Begleiter umkreist, der allerdings nicht im Teleskop sichtbar ist und nur spektroskopisch nachweisbar ist. Die drei Hauptsterne können bereits mit einem kleineren Teleskop beobachtet werden.

### Veränderliche Sterne
| Objekt | Größe          | Periode          | Typ                                    |
| ------ | -------------- | ---------------- | -------------------------------------- |
| μ      | 2,94 bis 3,00m |                  | unregelmäßig Veränderlicher            |
| η      | 3,24 bis 3,96m | 235 Tage, 3 Tage | halbregelmäßig, bedeckungsveränderlich |
| ζ      | 3,7 bis 4,2m   | 10,15 Tage       | Bedeckungsveränderlicher               |

μ Geminorum ist ein veränderlicher Stern, dessen Helligkeit sich ohne erkennbare Regelmäßigkeit verändert. Es handelt sich um einen tiefrot leuchtenden Stern der Spektralklasse M0. Der Name Tejat Posterior bedeutet der „hintere Fuß“.
η Geminorum ist ein Roter Riese in 190 Lichtjahren Entfernung, dessen Helligkeit mit einer Periode von etwa 235 Tagen schwankt. Er ist ein halbregelmäßig Veränderlicher (Typ SRc). Darüber hinaus ist er ein bedeckungsveränderlicher Stern, da er von einem lichtschwachen Begleiter umkreist wird, der ihn etwa alle drei Tage teilweise bedeckt.
ζ Geminorum ist ein 1200 Lichtjahre entfernter veränderlicher Stern vom Typ der Delta-Cepheiden. Der arabische Name Mekbuda leitet sich von „die eingezogene Pranke des Löwen“ ab.

### Messier- und NGC-Objekte
| Messier (M) | NGC  | sonstige | Größe | Typ                  | Name        |
| ----------- | ---- | -------- | ----- | -------------------- | ----------- |
| 35          | 2168 |          | 5,1m  | Offener Sternhaufen  |             |
|             | 2129 |          | 6,7m  | Offener Sternhaufen  |             |
|             | 2158 |          | 8,6m  | Offener Sternhaufen  |             |
|             | 2266 |          | 9,5m  | Offener Sternhaufen  |             |
|             | 2331 |          | 8,5m  | Offener Sternhaufen  |             |
|             | 2356 |          | 9,7m  | Offener Sternhaufen  |             |
|             | 2371 |          | 11,2m | Planetarischer Nebel |             |
|             | 2392 |          | 9m    | Planetarischer Nebel | Eskimonebel |
|             | 2395 |          | 8m    | Offener Sternhaufen  |             |
|             | 2420 |          | 8,3m  | Offener Sternhaufen  |             |

Das Messierobjekt M 35 ist ein offener Sternhaufen in ca. 3.000 Lichtjahren Entfernung. Er ist bereits mit bloßem Auge als nebliger Fleck erkennbar. Mit einem Prismenfernglas kann er in Einzelsterne aufgelöst werden. Bei höherer Vergrößerung im Teleskop werden immer mehr Einzelsterne (insgesamt etwa 200) sichtbar.
NGC 2129 ist ein offener Sternhaufen in 6.000 Lichtjahren, der allerdings nur wenige Sterne enthält.
In der Nähe des Sterns δ Geminorum findet man NGC 2392, einen planetarischen Nebel in 2.500 Lichtjahren Entfernung. Damit bezeichnet man einen Stern, der am Ende seiner Entwicklung seine äußere Gashülle abgestoßen hat. Zurück bleibt ein Weißer Zwergstern. Im Teleskop erscheint NGC 2392 als nebliger runder Fleck. Auf langbelichteten Fotografien werden Strukturen erkennbar, die an ein Gesicht erinnern, das von einer Fellkapuze eingerahmt wird. Daher erhielt das Objekt den Namen Eskimonebel.

### Weitere Objekte
Jonckheere 900, ein planetarischer Nebel welcher 1912 von Robert Jonckheere entdeckt wurde.